# رودرمارکت
شهر رودرمارکت (به آلمانی: Rödermark) در ایالت هسن در کشور آلمان واقع شده‌است.